# オキシム

オキシムの一般構造式

オキシム (oxime) は分子内に >C=N−OH で表される構造を有する有機化合物。窒素に結合している炭素に、有機基と水素が結合している場合をアルドオキシムまたはアルドキシム (aldoxime)、有機基が2個結合している場合をケトオキシムまたはケトキシム (ketoxime) という。前者はアルデヒド、後者はケトンに由来するオキシムにあたる。

## 性質
オキシムには、E,Z異性体が考えられる。一般に異性化反応は速く、立体障害の小さいものがより安定である。
ニトロソ化合物はオキシムの互変異性体にあたるが、平衡はオキシムに片寄っている。
{\displaystyle {\ce {R-CH(N=O)-R' -> R-C(=NOH)-R'}}}

## 合成
通常オキシムは、ケトンまたはアルデヒドとヒドロキシルアミンとの反応によって合成される。酸または塩基性条件下で行われることが多い。
{\displaystyle {\ce {{R-C(=O)-R'}+ HONH2 -> {R-C(=NOH)-R'}+ H2O}}}
α位に水素を持つニトロソ化合物は、速やかにオキシムへと異性化する。すなわち、カルバニオンやアルケンを亜硝酸や塩化ニトロシル (NOCl) などでニトロソ化する反応は、同時にオキシムの合成法としても応用できる。1級アミンの酸化、ニトロ化合物の還元もオキシムの合成法となる。
{\displaystyle {\ce {{R-CH^{-}R'}+HNO2->R-C(=NOH)-R'}}}
亜硝酸のアルキルエステル上で、光反応によりニトロシルラジカル NO• が δ位に転位してオキシムを与える反応が知られる（バートン反応）。
{\displaystyle {\ce {{ONOCH2CH2CH2CH3}+ h\nu -> HOCH2CH2CH2CH=NOH}}}

## 反応
オキシムが加水分解を受けるとケトンまたはアルデヒドとヒドロキシルアミンとなる。
水素化アルミニウムリチウムなどの還元によって1級アミンを与える。
アルドオキシムは無水酢酸などを用いた脱水反応によってニトリルに変わる。
ケトオキシムは強酸の作用でベックマン転位を起しアミドとなる。これが環状ケトンであればラクタムとなる。